# Diego Hurtado de Mendoza y Guevara

Diego Hurtado de Mendoza y Guevara (Lacorzana, 1571 - 1639) fue un noble español que desempeñó los cargos de corregidor de Toledo (1621-1628) y asistente de Sevilla (1629-1634), creado en 1639 I conde de la Corzana.

## Biografía
Nacido en Lacorzana en 1571, fue hijo de Diego Hurtado de Mendoza, señor de Lacorzana, Santa María de Tobera, Erenchun y Portilla, y de Juana de Guevara y Acuña, hija única y heredera de Diego de Guevara, comendador de Villasbuenas, y de Ana Yglen de Guevara, dama de la emperatriz. 
Ingresó de joven como paje del rey Felipe II, quien posteriormente le concedió en 1597 el hábito de caballero de la Orden de Santiago, y en 1608 fue designado por el Consejo de las Órdenes para hacer la visita general de ella. Nombrado diputado general y capitán de la gente de Álava, recibió a Isabel de Borbón para su matrimonio con el rey Felipe IV.
A la muerte de su padre, heredó los señoríos familiares convirtiéndose en X señor de La Corzana. El 8 de agosto de 1639 Felipe IV de España le concedió el título de conde de La Corzana, el cual hace referencia a la localidad de Lacorzana en la se conserva la torre de los Hurtado de Mendoza, antigua propiedad familiar.
Nombrado corregidor de Toledo en 1621, interrumpió su gobierno al ser enviado como embajador extraordinario a Inglaterra, Flandes y Francia durante unos meses entre 1623 y 1624. Durante su gobierno en Toledo consiguió que la ciudad se convirtiera en la primera del reino que otorgase el servicio de la veintena sin condición alguna. Dejó el corregimiento de Toledo en 1628, después de haber ejercido como justicia mayor de la ciudad, administrador general de las alcabalas de su partido y superintendente de la Casa de la Moneda.
En 1629 fue nombrado asistente de Sevilla. En su periodo de mando en Sevilla emitió una proclama en 1630, siguiendo las instrucciones de Felipe IV, en la que ofrece una recompensa de 20 000 ducados de oro a aquel vecino que delatara a los agentes extranjeros que intentaran entrar en España para propagar de forma intencionada la peste bubónica. Asimismo remitió un escrito al Conde-Duque de Olivares ponderando la necesidad de que se construyera un puente de piedra sobre el río Guadalquivir, justificando la petición por el gran trasiego que debía soportar el entonces existente puente de barcas que unía Sevilla con Triana, sobre el que transitaban por término media 3000 cabalgaduras al día.

## Matrimonio
Contrajo matrimonio en Vitoria en el año 1608 con María Ruiz de Vergara, hija única y heredera de Francisco Ruiz de Vergara y de María Ruiz de Vergara, señora de Santurdejo. De ellos nació Esteban Hurtado de Mendoza y Ruiz de Vergara, II conde de la Corzana.